# Imaginary Letters
Imaginary Letters is een roman in briefvorm uit 1926 van de Britse schrijfster Mary Butts. De illustraties werden gemaakt door Jean Cocteau. Imaginary letters bestaat uit een louterende collectie brieven die Butts schreef maar nooit verzond naar de moeder van een Russische immigrant. Die was gebaseerd op een losbandige, homoseksuele jongeman, Sergei Maslenikof, op wie ze verliefd was en die haar schaamteloos uitbuitte, zonder haar ooit iets in de plaats te geven.